# Great Bentley
Great Bentley is een civil parish in het bestuurlijke gebied Tendring, in het Engelse graafschap Essex. De plaats telt 2253 inwoners.

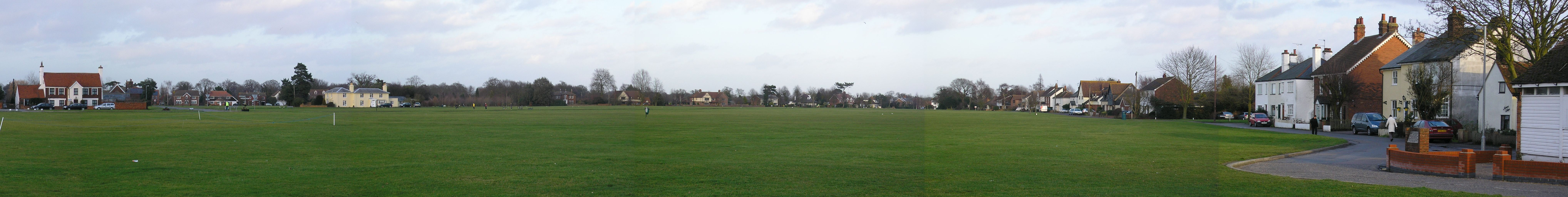
Great Bentley

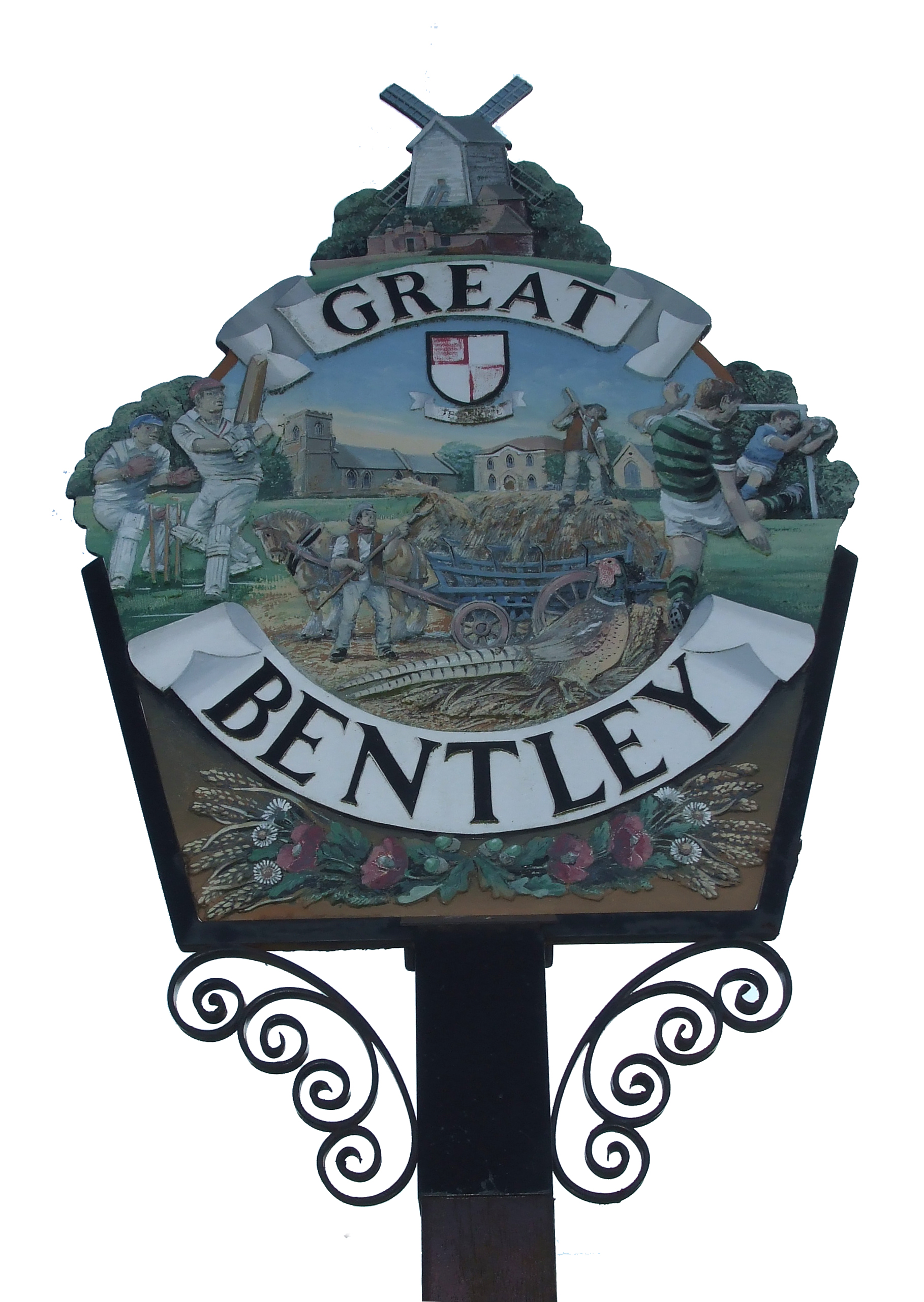
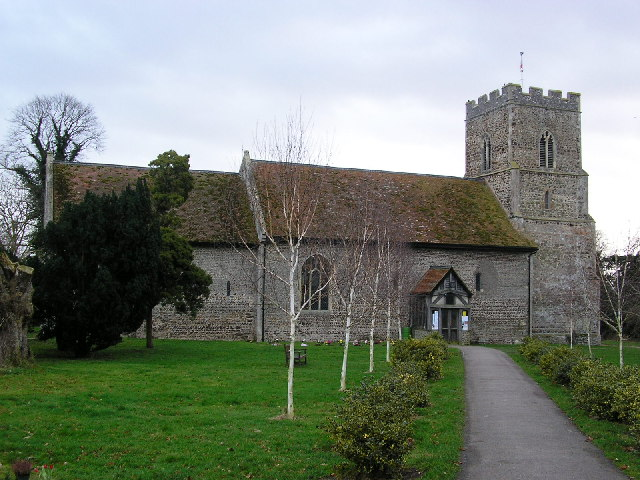
Kerk van St. Mary